# 天主教內瓦教區
天主教內瓦教區（拉丁語：Dioecesis Neivensis）是哥倫比亞一個羅馬天主教教區，屬伊瓦格總教區。
1972年7月24日自加爾松-內瓦教區升為獨立的教區，位於乌伊拉省北部。
2004年有教友409,126人，佔轄區總人口95.1%。教區下轄四十八個堂區，有七十五名司鐸。現任教區主教為弗洛恩·提庇留·卡薩斯·奧爾特斯。